# Olympische Jugend-Sommerspiele 2010/Teilnehmer (Armenien)
| Gelbes Symbol für Goldmedaillen mit stilisierten Olympischen Ringen | Graues Symbol für Silbermedaillen mit stilisierten Olympischen Ringen | Braundes Symbol für Bronzemedaillen mit stilisierten Olympischen Ringen |
| ------------------------------------------------------------------- | --------------------------------------------------------------------- | ----------------------------------------------------------------------- |
| —                                                                   | 1                                                                     | 3                                                                       |

Die Jugend-Olympiamannschaft aus Armenien für die I. Olympischen Jugend-Sommerspiele vom 14. bis 26. August 2010 in Singapur bestand aus 14 Athleten.

## Medaillengewinner
Mit einer gewonnenen Silber- und drei Bronzemedaillen belegte das armenische Team Platz 68 im Medaillenspiegel.

### Silber
- Gor Minasjan, Gewichtheben: Superschwergewicht

### Bronze
- Davit Ghasarjan, Judo: Klasse bis 66 kg
- Artak Howhannisjan, Ringen: Freistil, bis 46 kg
- Smbat Margarjan, Gewichtheben: Bantamgewicht

## Athleten nach Sportarten

### Bogenschießen
Jungen
- Wassil Schahnasarjan
Einzel: 17. Platz
Mixed: 9. Platz (mit Maud Custers  Niederlande)

### Boxen
Jungen
- Hrajr Matewosjan
Leichtgewicht: 5. Platz

### Gewichtheben
Jungen
- Smbat Margarjan
Bantamgewicht: Bronze
- Gor Minasjan
Superschwergewicht: Silber

### Judo
Jungen
- Davit Ghasarjan
Klasse bis 66 kg: Bronze 
Mixed: 5. Platz (im Team Hamilton)

### Kanu
Jungen
- Edgar Babajan
Canadier-Einer Slalom: 10. Platz
Canadier-Einer Sprint: 11. Platz

### Leichtathletik
Mädchen
- Diana Chubesserjan
100 m: 18. Platz

### Ringen
Jungen
- Waros Petrosjan
Griechisch-römisch bis 85 kg: 5. Platz
- Artak Howhannisjan
Freistil bis 46 kg: Bronze

### Schießen
Jungen
- Romik Wardumjan
Luftpistole 10 m: 10. Platz

### Schwimmen
| Mädchen - Anahit Barseghjan 50 m Rücken: 17. Platz | Jungen - Sergei Pewnew 50 m Freistil: 32. Platz 100 m Freistil: 45. Platz |

### Turnen

#### Gymnastik
Jungen
- Wahan Wardanjan
Einzelmehrkampf. 8. Platz

### Wasserspringen
Jungen
- Geworg Papojan
Kunstspringen: 13. Platz